# アーサー・チャット
アーサー・ロバート・ナザニエル・チャット（Arthur Robert Nathaniel Chatto, 1999年2月5日 - ）は、ダニエル・チャットとレディ・サラ・チャットの2人目の男子である。祖父母はアンソニー・アームストロング＝ジョーンズとマーガレット王女で、兄はサミュエル・チャット。イギリス王位継承順位では30番目に当たる。
| 上位 サミュエル・チャット | イギリス王位継承順位 継承順位第30位 他の英連邦王国の王位継承権も同様 | 下位 グロスター公爵リチャード王子 |

| スタブアイコン | サブスタブ | この項目は、まだ閲覧者の調べものの参照としては役立たない、人物に関連した書きかけの項目です。この項目を加筆・訂正などしてくださる協力者を求めています（P:人物伝/PJ:人物伝）。 |